# Extraños caminos del amor
Extraños caminos del amor é uma telenovela mexicana, produzida pela Televisa e exibida pelo El Canal de las Estrellas entre 27 de abril de 1981 e 12 de fevereiro de 1982.
Foi protagonizada por Helena Rojo e José Roberto e antagonizada por Alfredo Leal, Magda Guzmán, Lucy Tovar, Gastón Tuset, René Casados, Antonio Valencia, Angélica Chaín, Gloria Mayo e Margo Su.

## Sinopse
Isabella é uma jovem tímida que dedicou sua vida ao cuidado de sua mãe doente. Um dia, na Igreja, ele vê um homem e imediatamente percebe que seu príncipe chegou azul. O homem é o empresário Samuel Guerra e ele também é atraído pela mulher reservada. Abrandado pela morte de sua mãe, Isabella aceita impulsivamente a proposta de casamento de Samuel e se casa, ignorando o passado e a família alienada de seu marido.
A caminho da lua de mel, Samuel sofre um acidente que o deixa paralisado por toda a vida. De lá, ele se torna um homem amargo e leva sua virgem esposa para viver em sua sinistra mansão, onde seus ambiciosos parentes que só querem sua fortuna recebem com suspeita. Aquele que mais odeia Isabella é sua cunhada, Antonia. Esta mulher nunca perdoou seu irmão por matar seu amante, o pai de Carlos, seu filho ilegítimo. Carlos e Isabella se apaixonam, mas ele luta muito insegura contra esse sentimento atacando-a com sua arrogância. E quando Samuel aparece morto, todos são suspeitos do crime, incluindo Isabella, que terá que lutar contra seus parentes malignos que, a toda costa, querem herdar a fortuna de Samuel.

## Elenco
- Helena Rojo - Isabella
- José Roberto - Carlos Guerra
- Alfredo Leal - Samuel Guerra
- Magda Guzmán - Antonia Guerra
- René Casados - Miguel Guerra
- Angélica Chain - Olga
- Antonio Valencia - Vicente Sotomayor
- Gastón Tuset - Ernesto
- Lucy Tovar - Irene
- Jorge del Campo - Víctor
- Gloria Mayo - Sofía
- Bertha Moss - Gertrudis
- Daniel Lago - Enrique
- Sergio Goyri - Álvaro
- Angelita Castany - Rosario
- Queta Lavat - Jacinta
- Alberto Inzúa - Muñoz
- Consuelo Frank - Elisa
- Maribel Fernández - Alicia
- Enrique del Castillo - Porfirio